# Krusenstern-Riff
Krusenstern-Riff (auch Krusenstern-Insel, Krusenstern-Klippe oder Krusenstein Rock) ist der Name einer Phantominsel südlich der Nordwestlichen Hawaii-Inseln, angeblich entdeckt von Juri Fjodorowitsch Lissjanski. Sie wurde bei verschiedenen Sichtungen entweder als Insel, Riff oder Felsen beschrieben und an drei unterschiedlichen Orten lokalisiert:
1. 20° 15′ N, 175° 37′ W[1]
2. 21° 55′ N, 176° 5′ W[2]
3. 22° 15′ N, 175° 37′ W[3]

Die Existenz des Riffs wurde mehrfach angezweifelt. Nach einer gezielten Suche durch die Milwaukee im Oktober 1923 wurde es von den ersten Seekarten getilgt, blieb jedoch auch weiterhin noch auf einigen Karten verzeichnet.
Krusenstern Rock wird im amtlichen Seehandbuch von 1899 an der dritten Position (22° 15′ N, 175° 37′ W) erwähnt, bereits mit dem Hinweis, dass es 1897 an dieser Position nicht gefunden wurde.